# Hotel Caracas Palace
El Hotel Caracas Palace fue el nombre que recibió un rascacielos localizado frente a la plaza Altamira, en el municipio Chacao del estado Miranda, al este del área metropolitana de Caracas y al centro norte del país sudamericano de Venezuela.

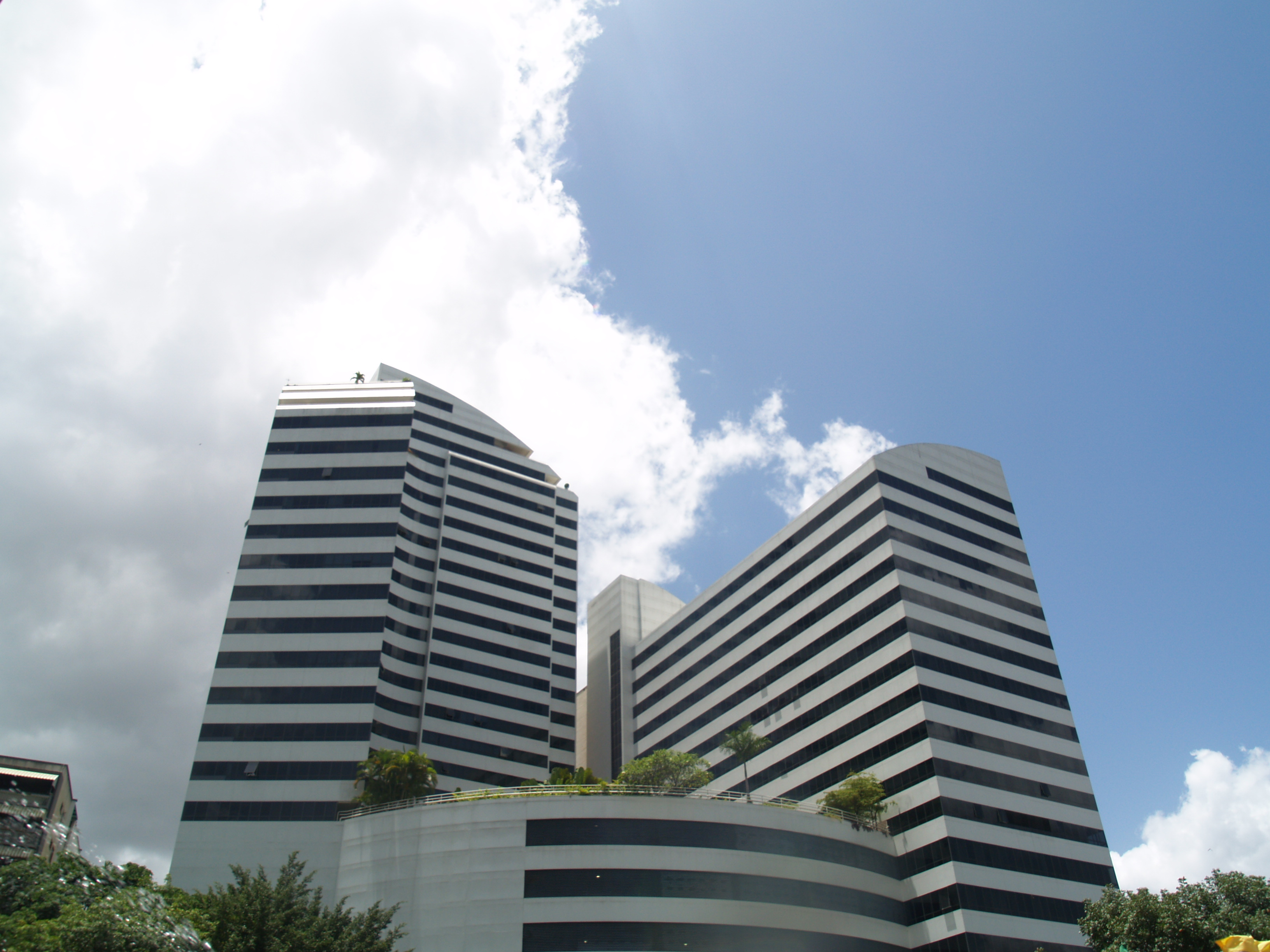
Vista desde la plaza Altamira

Fue inaugurado en 2001, posee 25 pisos y una altura estimada de 130 metros. Se encuentra cerca de la Avenida Francisco de Miranda, del Centro de Arte la Estancia, y de los edificios Roxul, Venital y las residencias Univers. Antes fue llamado conjunto "Four Seasons".